# Volby do Senátu Parlamentu České republiky 2006
Volby do Senátu Parlamentu České republiky 2006 nebo taky Senátní volby 2006 se uskutečnily koncem října 2006. Vítězem se stala ODS, která získala v Senátu většinu.
Volby vyhlásil prezident Václav Klaus 13. července, které bylo publikováno pod č. 369/2006 Sb. Volby se konaly podle Ústavy Česka a dalších zákonů. Volila se třetina Senátu, obměnilo se tedy 27 z 81 mandátů.
První kolo senátních voleb se konalo současně s volbami komunálními v pátek 20. října (tento den se volilo od 14.00 do 22.00 h) a sobotu 21. října (volilo se v době od 8.00 do 14.00 h).
Druhé kolo voleb se podle zákona koná v obvodech, kde v 1. kole žádný kandidát nezískal nadpoloviční většinu platných hlasů. Uskutečnilo se o týden později, tj. 27. a 28. října ve stejné časy, a to ve všech obvodech (žádný kandidát nebyl zvolen v 1. kole).
Volit do Senátu v tom kterém kole mohl každý občan Česka, který aspoň druhý den voleb dosáhl věku 18 let. Senátorem mohl být zvolen každý občan Česka, který aspoň druhý den voleb dosáhl věku 40 let.
Lhůta pro podávání kandidátek skončila 15. srpna 2006.

## Situace před volbami
Důležitost těchto voleb se zvýšila po patovém výsledku červnových voleb do Poslanecké sněmovny, které jí předcházely. Podle řady pozorovatelů tyto senátní (a současně s nimi komunální) volby mohly dát určitý signál o náladě ve veřejnosti po období dlouhého sestavování vlády a ovlivnit další politický vývoj. Zároveň ale mohla únava z předcházejících voleb do sněmovny, znechucení veřejnosti a skutečnost, že část druhého kola voleb připadá na státní svátek, vést k rekordně nízké voličské účasti.[zdroj?]
Prezident Václav Klaus se rozhodl vyčkat se jmenováním nového premiéra (poté, co první vláda Mirka Topolánka nezískala důvěru) až po volbách a zohlednit při svém výběru jejich výsledek.[zdroj?]
V senátních volbách v Česku byly zatím vždy úspěšnější pravicové strany (především ODS a KDU-ČSL, které vzhledem k větší věrnosti jejich voličů zvýhodňuje nižší volební účast, jež se pro senátní volby stala typickou. Volební systém rovněž umožňuje ve větší míře uspět také kandidátům menších stran a kandidátům nezávislým.[zdroj?]
Větší procentní podíl hlasů tradičně získává rovněž KSČM, která je však znevýhodněna většinovým volebním systémem, svou izolací v politickém spektru a nechutí většiny voličů vůči ní.[zdroj?]
Levice (především ČSSD byla až dosud při senátních volbách málo úspěšná, pro tyto volby se však ocitla v relativně výhodné pozici, protože v Senátu obhajovala jen 1 mandát (senátor Petr Smutný za volební obvod č. 11 - Domažlice), mohla tedy jen málo ztratit, ale mnoho získat. ČSSD mohla zvýšit své volební zisky přetažením části komunistického voličstva (což se stalo při volbách do sněmovny).[zdroj?]

## Celkové výsledky
Už v prvním kole se ukázala jako nejúspěšnější ODS, jejíž kandidáti postoupili do druhého kola v 26 obvodech. Ve druhém kole jich uspělo 14, strana tím získala v Senátu většinu 41 křesel. ČSSD získala 7 mandátů (celkem v Senátu 12, respektive 13), KDU-ČSL 4 (celkem 11). Ve zbylých třech obvodech uspěli kandidáti SOS, NSK a nezávislý (ten později odstoupil a po doplňovacích volbách ho nahradil senátor za KSČM).[zdroj?]

### Tabulkový přehled
| Volební uskupení (po doplňovacích volbách 2007) | Končících mandátů | Kandidátů | 1. kolo   | 1. kolo       | 2. kolo   | Celkem  |
| Volební uskupení (po doplňovacích volbách 2007) | Končících mandátů | Kandidátů | zvolených | postupujících | zvolených | mandáty |
| ----------------------------------------------- | ----------------- | --------- | --------- | ------------- | --------- | ------- |
| Občanská demokratická strana                    | 10                | 27        | 0         | 26            | 14        | 41      |
| Česká strana sociálně demokratická              | 1                 | 27        | 0         | 11            | 6         | 13      |
| Křesťanská a dem. unie – Čsl. strana lidová     |                   |           | 0         | 6             | 4         | 11      |
| Strana pro otevřenou společnost                 |                   | 1         | 0         | 1             | 1         | 1       |
| Komunistická strana Čech a Moravy               |                   |           | 0         |               | 1         | 3       |
| Nezávislí starostové pro kraj                   |                   |           | 0         |               | 1         | 1       |
| Strana zelených                                 |                   |           | 0         | 1             | 0         | 1       |
| Celkem                                          | 27                | 204       | 0         | 54            | 27        | 81      |

Volební účast činila v prvním kole 42,1 %, ve druhém kole klesla na 20,7 %.[zdroj?]

## Kandidáti a jejich úspěšnost
Do voleb se přihlásilo 210 kandidátů, jednalo se o doposud největší počet. Bylo mezi nimi i mnoho známých osobností.[zdroj?]
Už relativně dlouho před volbami vzbudilo rozruch oznámení Vladimíra Hučína o jeho kandidatuře do Senátu v obvodě č. 62 (Prostějov). Jeho volebním manažerem byl zpěvák a politický aktivista Zbyněk Ziggy Horváth, ke kandidatuře Hučína vyzval senátor Jaromír Štětina, který ho v nich rovněž podporoval. Pozornost médií vzbudilo zejména to, že nejvyšší státní zástupkyně Renata Vesecká podala po oznámení jeho kandidatury stížnost v jeho neprospěch v 6 ze 7 bodů obžaloby, z níž už byl osvobozen. V médiích se rovněž objevily zprávy, že jeho volební manažer byl šikanován policií. Hučín skončil v 1. kole se ziskem 11,1 % hlasů, senátorkou za obvod se stala Božena Sekaninová za ČSSD.[zdroj?]
Do druhého kola nepostoupil žádný z kandidátů nově založené strany Politika 21 Jany Bobošíkové. Za stranu překvapivě kandidovala v Ostravě manželka předsedy ODS Mirka Topolánka Pavla (média v té souvislosti obsáhle referovala o neshodách mezi manžely). Za tutéž stranu kandidoval zpěvák Martin Maxa a bývalá moderátorka Mirka Čejková.
Neuspěla ani Libuše Barková (jako nezávislá), proslavená svým napojením na bývalého premiéra Stanislava Grosse a obviňovaná ze styků s organizovaným zločinem.[zdroj?]
Za Stranu Rovnost šancí kandidovala režisérka Věra Chytilová a předsedkyně strany Zdeňka Ullmanová. Obě skončily v prvním kole.[zdroj?]
Do druhého kola se v obvodě Benešov dostala Helena Rögnerová, obhajující svůj mandát a kandidující za Volbu pro město, tam byla poražena Karlem Šebkem z ODS.[zdroj?]
Svůj mandát naopak obhájila ve volebním obvodě č. 35 (Jablonec nad Nisou) předsedkyně Klubu otevřené demokracie Soňa Paukrtová, kandidující za stranu SOS, když ve druhém kole zvítězila nad jabloneckým starostou Jiřím Čeřovským. V tomto obvodu se o hlasy voličů ucházel také bývalý diskař Imrich Bugár (za ČSSD).
Nejtěsnějším vítězem se stal Petr Pithart za KDU-ČSL, který ve volebním obvodě Chrudim porazil Janu Fischerovou z ODS o 24 hlasy. Za lidovce uspěl ve Vsetíně s výraznou převahou jejich budoucí předseda Jiří Čunek.
ODS nominovala z velké části úspěšné komunální politiky a senátory, kteří svůj mandát obhajovali, ale například i ministra zahraničí a bývalého disidenta Alexandra Vondru a herce Tomáše Töpfera (oba dva se stali senátory).
Za ČSSD kandidovalo kromě Imricha Bugára rovněž i několik bývalých vysoce postavených politiků (Eduard Zeman, František Brožík, Květoslava Kořínková, Robert Kopecký), kteří většinou neuspěli.[zdroj?]
Jediným novým senátorem, kterým nekandidoval za žádnou stranou, se stal lékař Petr Skála, který drtivě zvítězil v chomutovském obvodu. V lednu 2007 se však ze zdravotních důvodů mandátu vzdal.[zdroj?]